# ワカサリゾート

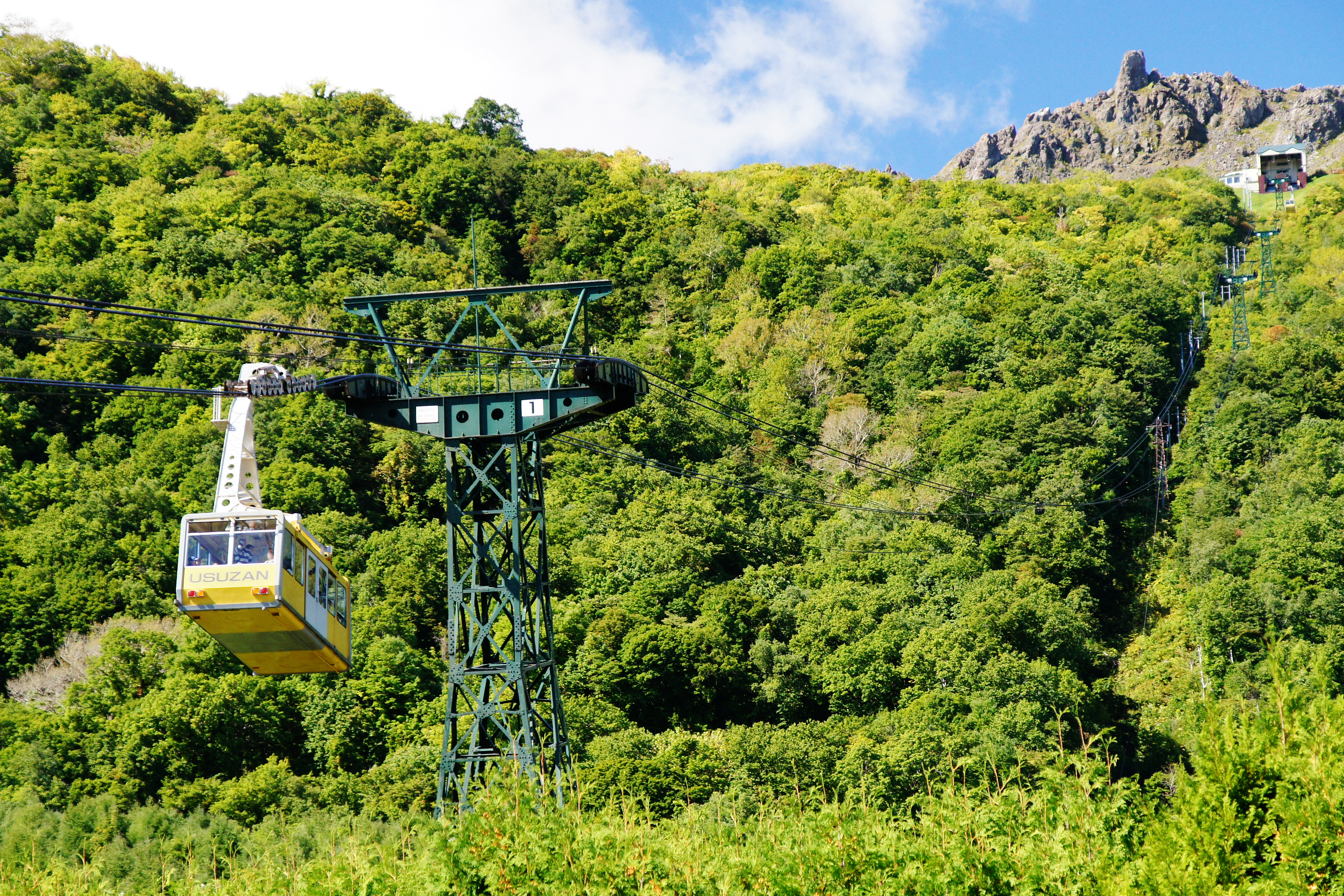
有珠山ロープウェイ

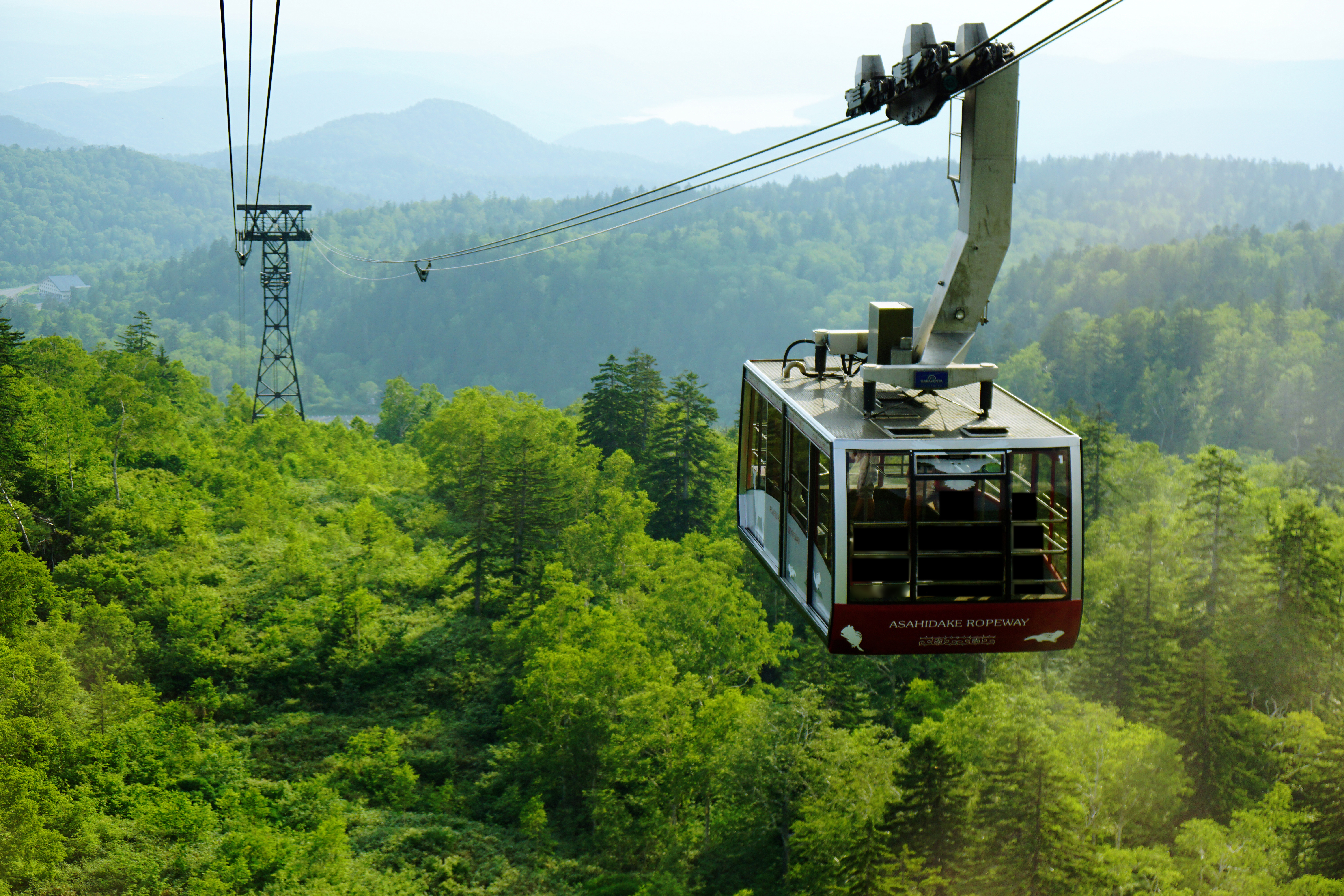
旭岳ロープウェイ

ワカサリゾート株式会社は、本社を北海道有珠郡壮瞥町におく観光産業を主力とした企業である。「わかさいも」で知られるわかさいも本舗を中心としたわかさグループの企業である。

## 主な事業内容
- 有珠山ロープウェイ
- 旭岳ロープウェイ
- コート旭川カントリークラブ
- 回転寿司「ちょいす」チェーン

## 会社所在地
- 本社（有珠山事業部） - 北海道有珠郡壮瞥町字昭和新山184
- 支社（旭岳事業部） - 北海道上川郡東川町旭岳温泉